# Bükkfa-púposszövő
A bükkfa-púposszövő (Stauropus fagi) a rovarok (Insecta) osztályának a lepkék (Lepidoptera) rendjébe, ezen belül a púposszövők (Notodontidae) családjába tartozó faj.

## Előfordulása
A bükkfa-púposszövő az egész Európában megtalálható. Továbbá Ázsia nyugati részétől, egészen Japánig tart az előfordulási területe.

## Megjelenése
A szárnyfesztávolsága 55–70 milliméter. Nagy és szőrös testű, illetve lábú lepkefaj.

## Életmódja
Az imágó a nyár elejétől, egészen ugyanez évszak közepéig repül. A hernyó tápnövényei a következők: Quercus-, Betula-, Fagus-, Corylus- és Salix-fajok, de egyéb lombhullató fák is. A hernyó az ősz közepén bábozódik be, és így vészeli át a telet, illetve a tavaszt.

## Források

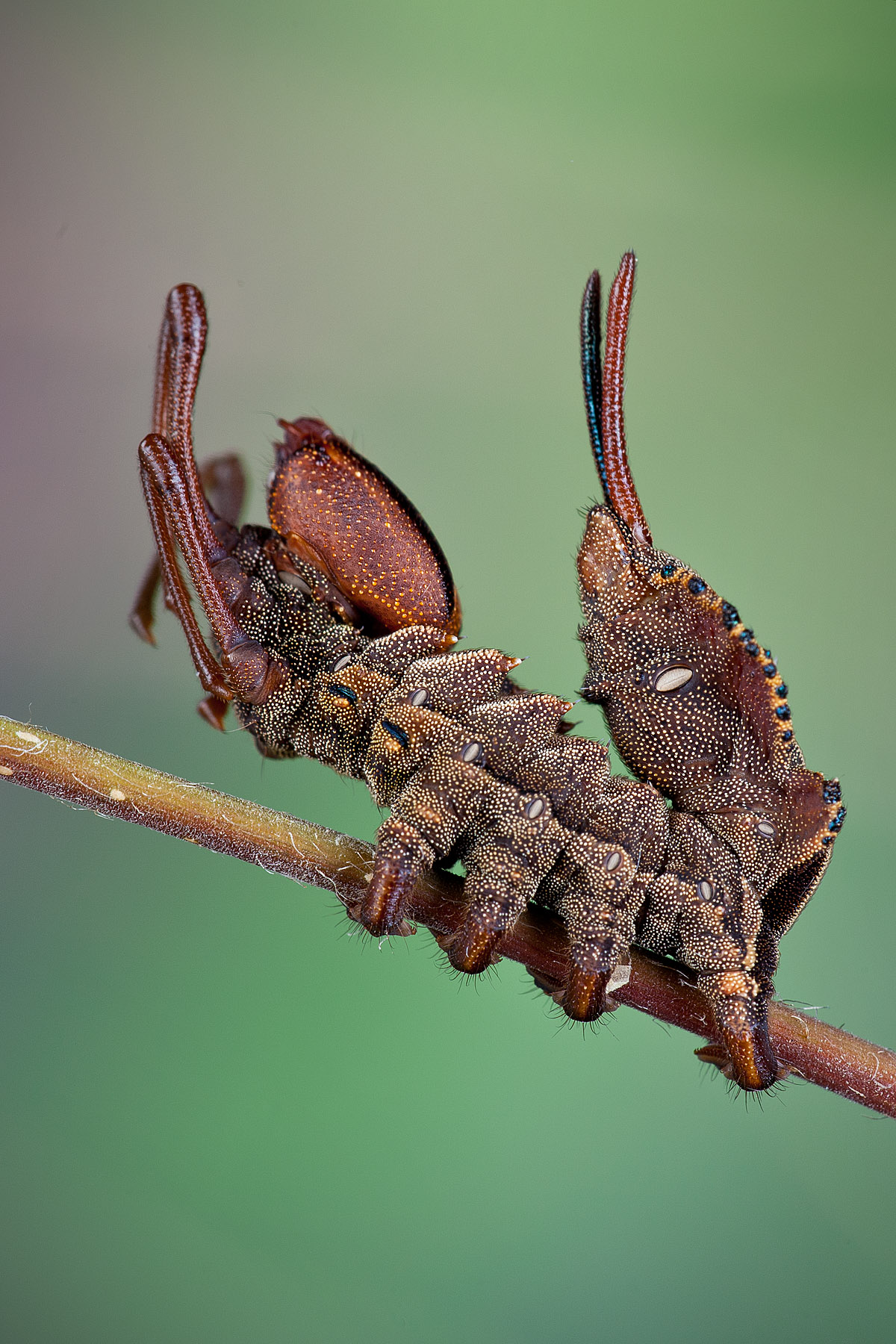
A hernyója